# Inari (jezero)
Inari (finsky Inarijärvi, severosámsky Anárjávri, inarským dialektem Aanaarjävri, švédsky Enare träsk) je jezero ve finské části Laponska (stejnojmenná provincie Laponsko) v obci Inari. Leží za polárním kruhem, přibližně 1100 km severně od Helsinek. Díky jeho poloze se může v chladných letech stát, že je jezero od listopadu do června zcela zamrzlé. Rozloha jezera je 1040,28 km². Jezero je 80 km dlouhé a 40 km široké. Maximální hloubka je 94 m. Leží v nadmořské výšce 118 m v široké sníženině tektonicko-ledovcového původu.

## Pobřeží
Pobřeží je velmi členité a převážně bažinaté. Díky svým 3318 ostrovům vytváří spíše dojem labyrintu vodních cest než otevřené jezerní plochy. Jezero je obklopeno smrkovými a borovými lesy.

## Ostrovy
Nejznámější jsou ostrovy Hautuumaasaari a Ukonsaari se stopami historického osídlení. Největší ostrovy jsou Mahlatti (21 km²), Kaamassaari (21 km²) a Leviä Petäjäsaari (9 km²).

## Vodní režim
Do jezera se vlévá mnoho řek, z nichž jsou největší 170 km dlouhá Ivalojoki, Juutuanjoki, která přitéká z jezera Paatari, a Vaskojoki. U obce Virtaniemi z jezera odtéká řeka Paatsjoki, která posléze tvoří norsko-ruskou hranici a nakonec se vlévá do fjordu Varanger, který je zátokou Barentsova moře.

## Okolí
Na západním břehu jezera leží na evropské silnici č. 75 ves Inari s moderním muzeem kultury a historie Sámů Siida.